# Teleopsis krombeini
Teleopsis krombeini är en tvåvingeart som beskrevs av Feijen 1998. Teleopsis krombeini ingår i släktet Teleopsis och familjen Diopsidae. Inga underarter finns listade i Catalogue of Life.